# Joan Salvador i Riera
Joan Salvador i Riera (1683-1726) fue un boticario y naturalista español. 

## Biografía
Nacido en Barcelona el 1 de diciembre de 1683, era el hijo mayor de Jaume Salvador i Pedrol, también boticario y naturalista. Se graduó como maestro en artes en el Estudio General de Barcelona en 1700 y dos años más tarde parece que fue admitido en el Colegio de Boticarios barcelonés.
Estudió Botánica con Pierre Magnol en Montpellier y con J. Pitton de Tournefort, amigo de su padre (con quien había herborizado por Cataluña y Valencia), en París. Viajó por Occitania e Italia y volvió a Barcelona en otoño de 1706, cuando la ciudad se había  convertido en la corte del archiduque Carlos de Austria (Carles III, Habsburgo) y, en la trastienda de la botica de su padre, se reunían en tertulia diferentes facultativos de los ejércitos aliados (ingleses, neerlandeses, saboyanos) interesados por la historia natural. 
A pesar de la situación bélica, mantuvo correspondencia e intercambios con corresponsales como los ingleses James Petiver y Hans Sloane o el neerlandés Hermann Boerhaave. Durante la Guerra de Sucesión viajó a Mallorca y Menorca, ya ocupada por los ingleses, y fue uno de los primeros en herborizar en estas islas de manera sistemática. 
Participó en la defensa de Barcelona contra las fuerzas de Felipe V e incluso alguno de sus corresponsales lo dio por muerto en el asalto final del 11 de septiembre de 1714. Acabada la guerra, en 1715, fue nombrado corresponsal de la Academia Real de Ciencias de Francia y al año siguiente acompañó a Antoine de Jussieu, enviado por el Regente de Francia, en un viaje por España y Portugal destinado a rehacer y ampliar los itinerarios recorridos anteriormente por Tournefort y de este modo enriquecer las colecciones de plantas ibéricas de los herbarios del Jardin du Roi, situado en París.
Trabajó durante años en la redacción de una flora de Cataluña, hoy perdida, pero de la cual puede dar una idea el herbario que reunió, hoy conservado en el Instituto Botánico de Barcelona. Murió el 21 de febrero de 1726.
- Datos: Q3394353
- Multimedia: Joan Salvador i Riera / Q3394353